# Naděžda Olizarenková
Naděžda Fjodorovna Olizarenková (rusky Надежда Фёдоровна Олизаренко) rozená Muštová (rusky Мушта) (28. listopadu 1953, Brjansk – 18. února 2017, Oděsa) byla sovětská atletka, běžkyně.
Její specializací byl zejména běh na 800 metrů. První úspěchy zaznamenala v roce 1978 na mistrovství Evropy v Praze na stadionu Evžena Rošického. Vybojovala zde dvě stříbrné medaile (800 m, 4 x 400 m). O rok později získala zlatou medaili na světové letní univerziádě v Ciudad de México.
12. června 1980 v Moskvě zaběhla půlku v čase 1:54,85 a o devět setin překonala tehdejší světový rekord Taťány Kazankinové. 27. července 1980 získala na letních olympijských hrách v Moskvě zlatou medaili v závodě na 800 metrů v novém světovém a olympijském rekordu 1:53,43. Rekord překonala o tři roky později Jarmila Kratochvílová, která v Mnichově zaběhla trať v čase 1:53,28. Olizarenkové čas je však dodnes druhým nejlepším v celé historii.
V roce 1985 získala stříbrnou medaili na halovém ME v Pireu. O rok později se stala ve Stuttgartu mistryní Evropy, když ve finále zaběhla půlku v čase 1:57,15. Druhá Sigrun Wodarsová z NDR byla o sedmadvacet setin pomalejší. Na druhém ročníku mistrovství světa v atletice v Římě 1987 doběhla ve finále na sedmém místě. V roce 1988 reprezentovala na letní olympiádě v jihokorejském Soulu, kde skončila v semifinálovém běhu na posledním místě.
5. srpna 1984 v Moskvě byla členkou štafety, která zaběhla nový světový rekord na méně často vypisované trati 4 x 800 metrů. Rekord má hodnotu 7:50,17 a dále se na něm podílely Ljubov Gurinová, Ljudmila Borisovová a Irina Podjalovská.
Zemřela 18. února 2017 na ALS.